# Pycnocycla aucheriana
Pycnocycla aucheriana är en flockblommig växtart som beskrevs av Joseph Decaisne och Pierre Edmond Boissier. Pycnocycla aucheriana ingår i släktet Pycnocycla och familjen flockblommiga växter. Utöver nominatformen finns också underarten P. a. mesomorpha.